# Leuctra canavensis
Leuctra canavensis is een steenvlieg uit de familie naaldsteenvliegen (Leuctridae). De wetenschappelijke naam van de soort is voor het eerst geldig gepubliceerd in 1992 door Ravizza & Ravizza-Dematteis.